# اچ‌ام‌اس آیسیز (۱۷۷۴)
اچ‌ام‌اس آیسیز (۱۷۷۴) (به انگلیسی: HMS Isis (1774)) یک کشتی بود که طول آن ۱۴۶ فوت (۴۵ متر) بود. این کشتی در سال ۱۷۷۴ ساخته شد.